# Amaru, Buzău
Amaru là một xã thuộc hạt Buzău, România. Dân số thời điểm năm 2002 là 2787 người.